# Und wieder ist Freitag der 13.
Und wieder ist Freitag der 13. (Originaltitel Friday the 13th Part III) ist ein US-amerikanischer Horrorfilm aus dem Jahr 1982 von Steve Miner. Es handelt sich um den dritten Film der Freitag-der-13.-Reihe. Erstellt wurde er als 3D-Film. Dana Kimmell ist in der durchgehenden Rolle des Teenagers Chris Higgins als eine der Hauptfiguren besetzt.

## Handlung
Der Film beginnt mit einer Rückschau auf den vorangegangenen, zweiten Teil der Freitag-der-13.-Reihe. Ginny, die auf der Flucht vor dem Serienmörder Jason Voorhees Schutz in dessen abgelegener Waldhütte gesucht hatte, entdeckte die Leichen der Campaufseher und Jugendlichen, sowie den abgetrennten Kopf von Jasons Mutter. Die junge Frau zog daraufhin den Pullover von Pamela Voorhees an, den sie bei der Enthauptung am Ende des ersten Teils trug, um gegenüber Jason den Eindruck zu erwecken, dass es sich bei ihr um Mrs. Voorhees handle. Jason bemerkte dies jedoch und verletzte Ginny, woraufhin Paul erschien, und in einen Zweikampf mit dem Serienmörder verwickelt wurde. Es gelang Ginny, Jason eine Machete in die Schulter zu schlagen und mit Paul aus der Waldhütte zu entkommen. Jason überlebte diesen Angriff jedoch und konnte ebenfalls fliehen. Es wurde – nachdem Ginny und Paul scheinbar erneut von Jason angegriffen worden sind – jedoch nicht eindeutig erläutert, ob Paul diesen Angriff überlebt hat oder getötet wurde.
Die Anwohner des Crystal Lake entschließen sich, den Serienmörder Jason für tot zu erklären, sicherlich auch, weil sie daran glauben wollen. Jason kehrt jedoch abermals zurück und tötet auf einer Farm Harold und Edna, ein Ehepaar. Dem Mann rammt er ein Fleischerbeil in die Brust und der Frau stößt er eine Stricknadel in den Hinterkopf.
Die Gefahr, die mit dem Crystal Lake in Verbindung steht, missachtend, wollen die Jugendlichen Christina „Chris“ Higgins, Andy, Vera Sanchez, Debbie und Shelly ein Wochenende am See verbringen. Auf dem Weg dorthin begegnet ihnen ein Mann, der behauptet, ein Auge eines Menschen entdeckt zu haben. Er scheint sich ziemlich sicher zu sein, dass Jason abermals zurückgekehrt ist. Chris erzählt ihrem Freund Rick kurz darauf, dass ein entstellter Mann sie angegriffen habe, und dass ihr am See vor Jahren schon einmal etwas Schlimmes passiert sei. Es soll sich später herausstellen, dass dies Jason Voorhees war.
Mit dabei sind auch die Hippies Chuck und Chili. Als Shelly und Vera in die Stadt fahren, werden sie von Fox, Loco und Ali überrascht. Als diese den Hof und die Scheune betreten, in der sich Jason versteckt hält, um dem Van der Gruppe Benzin zu entnehmen, da Shelly und Vera zuvor die Motorräder von Fox, Loco und Ali angefahren haben, nachdem sie bereits zuvor im an der Tankstelle befindlichen Supermarkt in eine Auseinandersetzung mit diesen verwickelt waren, werden sie von Jason getötet, wobei lediglich Ali überlebt, wie sich später herausstellt. Die Urlaubsgruppe bekommt die Leichen jedoch nicht zu sehen, da Jason diese vorsorglich beseitigt hat. Chris glaubt, jemand habe das Haus betreten, es handelt sich insoweit um Shelly, der sich tot stellt. Daraufhin werden die Jugendlichen sowie auch Rick und ebenso Chuck und Chili nacheinander getötet. Vera wird durch einen Harpunenschuss ins Auge getroffen, Shelly die Kehle durchtrennt, Chuck wird gegen einen Sicherungskasten geworfen, Andy in zwei Hälften zerteilt und Debbie durch einen Stich mit einem Jagdmesser oberhalb des Brustbereiches aufgeschlitzt. Chili wird von Jason mit einem glühenden Schüreisen aufgespießt und auch Rick wird ein Opfer des grausamen Mörders, indem Jason seinen Kopf zusammendrückt.
Chris kann sich schließlich als einzige Überlebende Jasons Angriffen erwehren und ihn mit einer Axt – scheinbar tödlich – verwunden. Als die Morgendämmerung hereinbricht, liegt Chris auf einem Boot im See und glaubt, Zeugin der Wiederauferstehung Jasons zu sein, wird aber von der verwesten Leiche von Jasons Mutter in den See gezogen. Die Polizei geht daraufhin von Wahnvorstellungen aus. Der Film endet mit einer Sicht auf Jason, der regungslos in der Scheune des Camps liegengeblieben ist.

## Synchronisation
Die deutsche Synchronfassung entstand bei der cine – adaption GmbH Film- und Fernsehsynchronisation, München.
| Figur                | Darsteller       | Deutscher Sprecher |
| -------------------- | ---------------- | ------------------ |
| Chris Higgins        | Dana Kimmell     | Inez Günther       |
| Rick                 | Paul Kratka      | Leon Rainer        |
| Debbie               | Tracie Savage    | Simone Brahmann    |
| Andy                 | Jeffrey Rogers   | Ulf-Jürgen Wagner  |
| Vera Sanchez         | Catherine Parks  | Manuela Renard     |
| Shelly               | Larry Zerner     | Pierre Franckh     |
| Chuck Garth          | David Katims     | Arnim André        |
| Ali                  | Nick Savage      | Norbert Gastell    |
| Harold               | Steve Susskind   | Norbert Gastell    |
| Polizist             | Terrence McCorry | Norbert Gastell    |
| Fox                  | Gloria Charles   | Marion Hartmann    |
| Loco                 | Kevin O’Brien    | Ulrich Johannson   |
| Edna                 | Cheri Maugans    | Inge Solbrig       |
| Mrs. Pamela Voorhees | Betsy Palmer     | Karin Kernke       |

## Produktion

### Produktionsnotizen
Erst in diesem Film erhält Jason die charakteristische Eishockeymaske. Im Kino kam die in 3D gefilmte Version des Films zur Aufführung. Die ersten Filmminuten bestehen allerdings aus Rückblenden (aus dem vorherigen Teil) in 2D. Diese 3D-Version ist seit Februar 2009 in den USA auf DVD, allerdings im anaglyphen Format, erhältlich. Die 2010 veröffentlichte US-Blu-ray enthält die 3D-Fassung ebenfalls. Alle europäischen Veröffentlichungen enthalten lediglich die 2D-Fassung.
In Rückblenden aus dem zweiten Teil kann man Betsy Palmer, Amy Steel, John Furey und Steve Daskawisz sehen.
Das Farmhaus und der See wurden im Melody Ranch Motion Picture Studio nachgebaut. Da dort nicht genug Platz für einen ganzen See war, legte man nur einen Teil an, den man aus verschiedenen Winkeln filmte.
Die Haupthandlung des Films spielt zwei Tage nach dem zweiten Teil, was ihn somit zu „Sonntag, den 15.“ und nicht „Freitag, den 13.“ machen würde. Erst wollte man die Geschichte mit der Figur Ginny Field aus dem zweiten Teil weitererzählen. Ginny wird in eine psychiatrische Klinik eingewiesen und auch dort geschehen wieder Morde. Das Ganze hätte dem Film einen psychologischen Hintergrund gegeben. Die Macher des Films ließen jedoch von dieser Idee wieder ab, weil sie befürchteten, sich damit zu sehr von der Ursprungsgeschichte zu entfernen.
Wenn die junge Frau Debbie nach der Dusche im Bademantel in der Hängematte liegt und im Filmmagazin Fangoria blättert, eine in den USA populäre Zeitschrift über Horrorfilme, sieht man in dem aufgeschlagenen Heft eine doppelseitige Reportage über den Spezialeffektekünstler Tom Savini mit der Überschrift „New Master of Magical Makeup“. Tom Savini gestaltete die Spezialeffekte für den Horrorfilm Freitag der 13. Eine Seite weiter steht in der Filmzeitschrift ein zweiseitiger Bericht über die Filmfigur Godzilla mit der Überschrift „Twenty-five years with Godzilla“. Der Mord an Debbie in der Hängematte erscheint in der englischen Originalversion noch grausamer, da sie schwanger ist. In der deutschen Synchronfassung wird ihre Schwangerschaft jedoch nicht erwähnt.

### Indizierung, Beschlagnahme
Die deutsche Fassung wurde 1988 als VHS bundesweit beschlagnahmt. Das Cover der Filmmusik-LP und Maxi-Single wurde als 3D-Bild gestaltet und ließ sich mit einer rot/grün-Brille räumlich ansehen.
Der Film erschien als deutschsprachige Veröffentlichung in digitaler Form erstmals auf DVD, es handelte sich hierbei um die europäische DVD-Version von Paramount, die auch eine deutsche Tonspur beinhaltete. Diese DVD wurde allerdings niemals in Deutschland vertrieben, da der Film hierzulande indiziert und beschlagnahmt ist. Im Februar 2009 erschien eine Blu-ray Disc unter dem Titel Freitag, der 13. – Teil 3 als „Special Edition“ in Österreich. Obwohl die Blu-ray nie für Deutschland gedacht war, veröffentlichte Paramount die Blu-ray mit einem „FSK 18“-Logo auf dem Frontcover, das zudem noch das „FSK 18“-Logo für FSK-Prüfungen nach dem Jahr 2003 war, womit der Titel eigentlich nicht mehr indizierbar ist. Paramount hat kurz nach der Veröffentlichung die falsche FSK-Angabe bestätigt. Eine offizielle Veröffentlichung gibt es in Deutschland nicht, allerdings enthalten sowohl die europäischen DVDs als auch die europäische Blu-ray die deutsche Tonspur.
Nachdem das Label ’84 Entertainment sich die Rechte an dem Film gesichert hatte, ging es im Juni 2016 schließlich erfolgreich gegen die Beschlagnahme vor. Eine beantragte Neuprüfung durch die BPjM hatte des Weiteren die Streichung des Films vom Index als Ergebnis. Eine Neuprüfung durch die FSK ergab für die ungekürzte Fassung eine Freigabe ab 16 Jahren.

### Veröffentlichung
In der Bundesrepublik Deutschland wurde der Film erstmals am 13. Mai 1983 veröffentlicht. Die deutsche Fernsehuraufführung des Films fand am 15. September 2019 nach Mitternacht auf Tele 5 in 2D statt.
In den Vereinigten Staaten fand die Premiere des Films am 13. August 1982, einem Freitag, statt. In Kanada wurde der Film am 20. August 1982 veröffentlicht. Im Jahr 1983 erfolgte eine Veröffentlichung in folgenden Ländern: Australien, Frankreich, Japan, Vereinigtes Königreich, Spanien, Italien (Mailand), Dänemark, in den Niederlanden und in Argentinien, 1984 in Uruguay, 1985 in Schweden, Brasilien und Mexiko. In Griechenland hatte der Film 2002 DVD-Premiere, ebenso in Finnland. Am 13. Oktober 2007 wurde eine 3D-Version des Horrorstreifens auf dem Screamfest Horror Film Festival in den USA vorgestellt. Am 13. August 2021 erfolgte eine Vorstellung des Films in einer untertitelten Version im spanischen Madrid bei der Veranstaltung Artistic Metropol.
Ein gefälschter Arbeitstitel des Films in den Vereinigten Staaten lautete Crystal Japan, der Postertitel: Friday the 13th Part 3, der Trailer-Titel: Friday the 13th Part 3: 3D, Titel im Abspann: Friday the 13th – Part III.

## Rezeption

### Kritik
Mit einer Bewertung von lediglich 7 % auf Rotten Tomatoes rangiert der Film noch deutlich unter seinem Vorgänger. In der Internet Movie Database bestätigt sich dieses Bild, denn auch die Nutzerwertung fiel mit 5,7 von 10 möglichen Punkten niedriger aus als für den zweiten Teil.
Jeremiah Kipp vom Slant Magazine stellte fest, der Film sei auf eine Art und Weise gedreht worden, die von der kurzen Modeerscheinung der 3D-Filme der Reagan-Ära habe profitieren wollen. So gebe es weniger denkwürde POV-Aufnahmen des Mörders und mehr Bilder aus der Perspektive der Opfer. Janet Maslin stellte in der New York Times fest, dass das Neue irgendwann nachlasse und was dann bleibe, sei das mittlerweile vertraute Schauspiel von netten, dummen Kindern, die gestutzt, gehackt und perforiert würden. In der Variety war zu lesen, der Film Freitag, der 13., sei schrecklich gewesen und habe mehr als 17 Millionen Dollar eingespielt, Friday the 13th Part 2 sei genauso schlimm gewesen und habe mehr als 10 Millionen Dollar eingespielt, Freitag der 13., Teil III sei auch schrecklich. Ed Gonzalez meinte, der in 3D gedrehte Film sehe auf Video und DVD ziemlich langweilig aus. Im Starburst meinte Alan Jones, auch wenn Freitag, der 13. Part III 3-D auf der sofort abrufbaren Bauchreaktionsebene funktioniere, könne man ihn nicht jedem empfehlen, sondern höchstens eingefleischten Fans. Jay Boyar von Buffalo Courier-Express gab zu bedenken, wenn jemand von den speziellen dreidimensionalen Effekten fasziniert sei, aber von dem sinnlosen Gemetzel im Film total abgestoßen werde, dann habe er ein Problem. Für Federico Furzan von Cinelipsis war dieser Film ein schrecklicher Teil des Franchise und zeigte zu diesem Zeitpunkt bereits erste Anzeichen des Todes. Für Matt Brunson von Film Frenzy war der Film Mehr vom Gleichen. Auch Diego Galán von El País war der Meinung, dass von Originalität bei diesem Werk keine Rede sein könne. David Nusair von Reel Filmkritiken war ähnlicher Meinung und schrieb, die Freitag-der-13.-Saga gehe mit diesem typisch enttäuschenden Beitrag weiter. Für Peter Canavese von Graucho Rezensionen stellte klar, dass seit Psycho kein Film mehr von der phallischen Natur des Slasher-Horrors profitiert habe. John J. Puccio von Movie Metropolis wunderte sich, dass der Casting-Direktor weiterhin junge Darsteller finde, die wunderbar liebenswerte Menschen aber erbärmlich schlechte Schauspieler seien.
Tom Schiefer befasste sich in der Washington Post mit dem Film und kam zu dem Ergebnis, unter der Regie von Steve Miner und gedreht von Gerald Feil sei der 3-D-Einsatz des Films spektakulär und bösartig effektiv. Bill Coford war überzeugt, dass in der Naivität einzelner Szenen der Sinn der Filmemacher für die Formelhaftigkeit ihrer Arbeit liege, die keine höhere Kunst erfordere, als mit dem Metzger um Ersatzteile zu feilschen. Wenn der Teenager-Van losfahre wie ein Fischereilaster, der mit Forellen für die Aufstockung im Frühjahr beladen sei, sei dies eine Anspielung auf das Genre und ein Augenzwinkern gegenüber den Erwachsenen in der Menge. Der Rest sei den anderen ins Gesicht geschrieben.
Christoph Hartung beschäftigte sich auf seiner Seite mit dem Film und kam zu dem Ergebnis, totgelaufen, denn die Filme der Reihe wiederholten sich nur noch. Schon die ersten Minuten dieses Films beständen aus Material des Vorgängerfilms. Statt Campaufsehern, seien es diesmal Hippies und Biker, die Jason zum Opfer fielen. Ansonsten Bodycount, Eishockeymaske und ein kurzer Thrill.
Auf der Seite Film-Rezensionen zog Rouven Linnarz, der dem Film 6 von 10 möglichen Punkten gab, das Fazit: „Und wieder ist Freitag der 13. ist der mittlerweile dritte Eintrag in der bekannten Horrorreihe. Auch wenn das Drehbuch kein Oscar-Material ist und die 3D-Technik nur ein Gimmick, sind es einige der Schauspieler, Richard Brooker als Jason Vorhees sowie das spannende Finale, die diesen Teil zumindest etwas besser machen als seinen Vorgänger.“
Bei Schlombies-Filmbesprechungen war der Film als „sehenswert“ gekennzeichnet, was sich auch in einer sehr positiven Kritik niederschlug. Freilich brauche niemand „besondere schauspielerische Leistungen“ zu erwarten, denn die Darsteller spielten „entweder schlecht oder routiniert“. Und auf „ein besonders pfiffiges Drehbuch“ brauche man „auch nicht zu hoffen“, werde doch „oberflächlich betrachtet die immergleiche Geschichte schon wieder abgespuhlt“. Trotzdem verstehe es Miner, „der zuvor bereits zwei Mal erzählten Geschichte, die sich lediglich vom ausübenden Killer unterschied, noch einmal Spannung einzuhauchen“. Weiter wurde ausgeführt: „Und bei solch tollen Arbeiten wie sie Steve Miner abgeliefert hat, darf man als Fan schon traurig sein, dass er nicht auch noch Teil 4 inszeniert hat. Miner hat es geschafft den von ihm ebenfalls inszenierten, ohnehin schon stimmigen zweiten Teil noch einmal zu toppen. Aufgrund der mäßigen Ausgangslage, die ihm zur Verfügung stand, war das Endergebnis sicher das Maximum dessen was überhaupt zu erreichen war.“
Das Lexikon des internationalen Films bezeichnete den Film als ein „unappetitliches Horrorgebräu, bei dem allenfalls arg abgebrühte Freunde des Genres sich über selbstironische Einsprengsel amüsieren werden.“
Die Redaktionskritik der Filmzeitschrift Cinema fiel negativ aus. Dort hieß es: „Dank unmissverständlich warnender Musik, wenig sichtbarer Gewalt, blasser Charaktere und kaum Jump Scares für Genrefans viel zu öde.“ Fazit: „Viel mehr Schmunzeln als Nervenkitzel.“

### Auszeichnungen
Satellite Awards 2005
- nominiert für den Golden Satellite Award in der Kategorie „Beste DVD-Extras“ für die gesamte Kollektion Freitag, der 13.

Academy of Science Fiction, Fantasy & Horror Films, USA 2014
- nominiert für den Saturn Award in der Kategorie „Beste DVD/Blu-ray Collection“, komplette Friday the 13th-Reihe

### Erfolg
Der Film, der circa zwei Millionen US-Dollar kostete, spielte in den USA mehr als 36 Millionen US-Dollar ein.